# Aeródromo de La Caridad
El Aeropuerto de La Caridad o Aeródromo de Rancho La Milpita (Código OACI: MM80 – Código DGAC: LCI) es un aeropuerto mediano ubicado en el municipio de Nacozari, Sonora, a un costado de la planta fundidora de La Caridad y es operado por Mexicana de Cobre S.A. de C.V. una filial de Grupo México. Cuenta con una pista de aterrizaje de 2,500 metros de largo y 30 metros de ancho con gotas de viraje en ambas cabeceras, una plataforma de aviación de 5,000 metros cuadrados (100m x 50m), hangares y un pequeño edificio terminal. Actualmente solo se usa con propósitos de aviación general.